# Concordia (Sinaloa)
Concordia is een stad in de Mexicaanse deelstaat Sinaloa. Concordia heeft 8.328 inwoners (census 2010) en is de hoofdplaats van de gemeente Concordia. Bij zijn oprichting heette de plaats Villa de San Sebastián, maar de overheid heeft in de loop der tijd de naam gewijzigd.

## Geboren
- Paul Aguilar (1986), voetballer